# GYM-Medium
Das GYM-Medium (Abkürzung für Glucose, Yeast, and Malt – „Glucose, Hefe und Malz“) ist ein komplexes Nährmedium zur Kultivierung von Bakterien (Bakterienkultur).
Das Medium hat sich insbesondere für die Anzucht von Bakterien der Gattung Streptomyces bewährt, weswegen es von der DSMZ als Kulturmedium für Streptomyceten unter dem Namen „GYM-Streptomyces-Medium“ geführt und empfohlen wird. Es ist auch unter dem Namen ISP Medium 2 bekannt.

## Zusammensetzung
GYM ist ein Komplexmedium mit folgenden Inhaltsstoffen:
- Glucose (4 g/l)
- Hefeextrakt (4 g/l)
- Malzextrakt (10 g/l)
- CaCO3 (2 g/l, nur in Festmedien)

Der pH-Wert wird auf 7,2 eingestellt. Für Plattenkulturen wird Agar (12 g/l) zugegeben. Das Medium wird 20 min bei 121 °C autoklaviert.